# ناماور
ناماور (بالفارسية: ناماور) هي قرية تقع في قسم شهر أباد الريفي في إيران. يقدر عدد سكانها بـ 128 نسمة بحسب إحصاء 2016.